# Амброз Бернсајд
Амброз Бернсајд (енгл. Ambrose Everett Burnside; Либерти, 23. мај 1824 — Бристол, 13. септембар 1881) је био генерал војске САД. Био је на страни Сјевера током борби у Америчком грађанском рату.
Учесник је прве битке код Бул Рана, а у бици код Антитама је командант снага Сјевера на лијевом крилу. Трпи тежак пораз код Фредериксбурга 13. децембра 1862, као командант армије Потомака. Године 1863. успјешно је командовао одбраном Ноксвила од напада надмоћних снага Југа. Идуће године учествује у биткама код Вилдернеса, Колд Харбора, а у нападу на Ричмонд као командант корпуса.